# Université Keiō
L'université Keiō ou université privée Keiō (慶應義塾大学, Keiō Gijuku daigaku) est une université privée japonaise située à Tokyo. Elle fut fondée en 1858 par Yukichi Fukuzawa en tant qu'école privée d'études occidentales et ouvrit sa première faculté universitaire en 1890. Elle serait nommée d'après l'ère Keiō, qui précéda l'ère Meiji, de 1865 à 1868. Avec l'université Waseda, elle est considérée comme l'une des deux grandes universités privées japonaises (les deux plus anciennes et les plus prestigieuses), ce couple étant souvent regroupé sous l'appelation Sōkei (ja).  
Chaque année, l'université Keiō remet le prix de science médicale Keiō à Tokyo, doté de 20 000 000 de yens (environ 150 000 euros).

## Agencement géographique et population

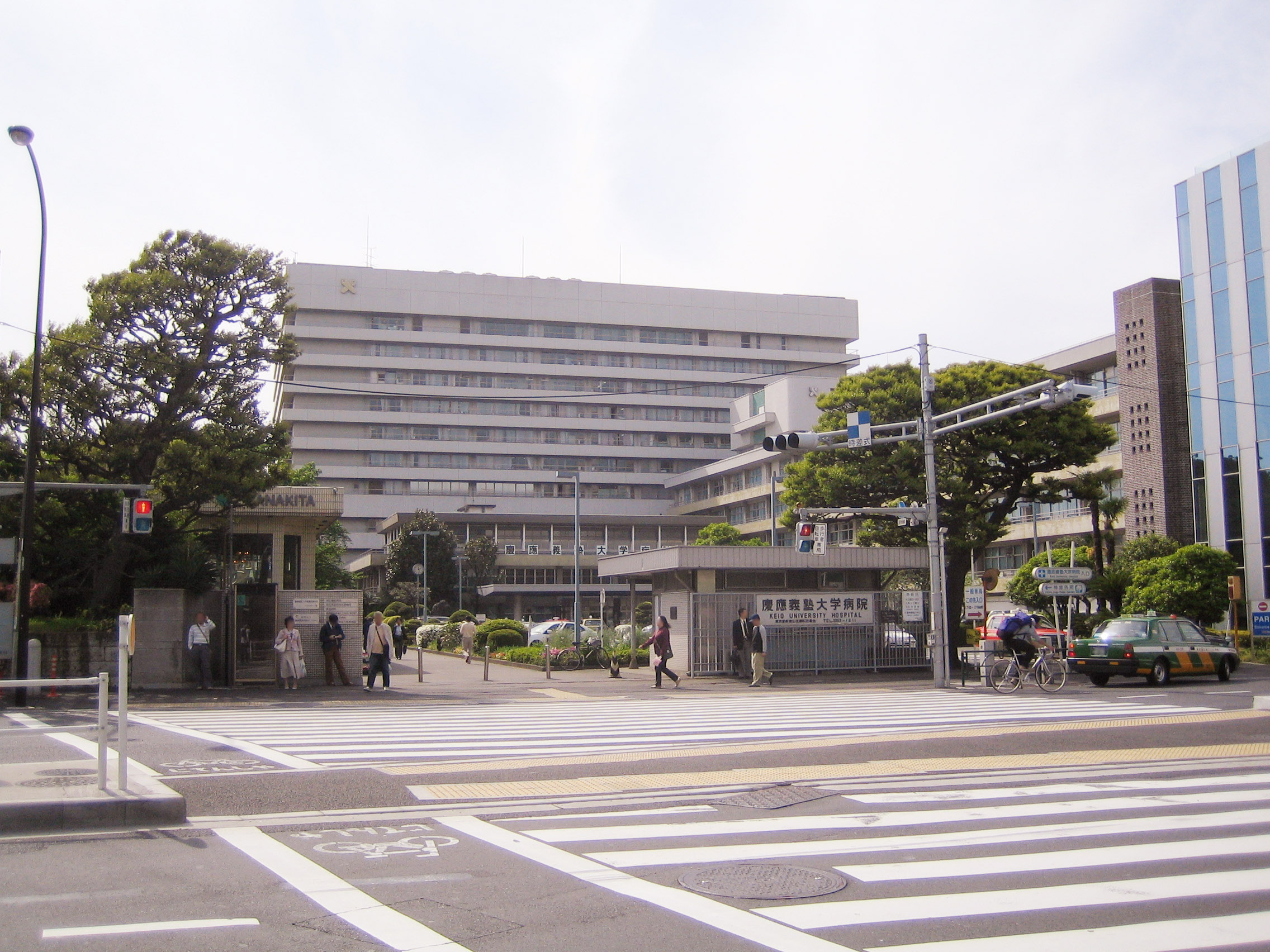
L'hôpital universitaire.

Le campus principal est situé dans le quartier Mita, dans l'arrondissement de Minato-ku à Tokyo, près de la tour de Tokyo. Parmi les campus auxiliaires, on notera Shinanomachi (Tokyo), Hiyoshi, Shonan-Fujisawa et Yagami (tous trois à Kanagawa). L'ensemble représente plus de 2 000 000 m2, dont plus de 600 000 m2 de bâtiments.
L'université détient également quatre lycées, deux collèges, une école primaire, et l'Académie Keiō de New York, académie proposant une formation délivrée pour moitié (40 %) par des Japonais et pour moitié (60 %) par des Américains et comptant 420 élèves.
Elle abrite également en ses murs un hôpital de plus de mille lits, ouvert en 1920 sur le campus de Shinanomachi, et constitué de trente-neuf services. Elle possède également un centre de rééducation médicale de 170 lits.
Elle accueille plus de 30 000 étudiants auxquels s'ajoutent plus de 13 000 étudiants par correspondance. Sur les 30 000, un peu plus de 9 000 sont des femmes, contre un peu plus de 8 000 sur les 13 000 étudiant à distance. 490 associations hébergent leurs activités extra-scolaires, dont le KOSMIC, centre pour l'amitié entre étudiants japonais et étrangers, qui représentent 520 élèves (2 % de Français).
600 professeurs, 300 professeurs associés, 230 instructeurs et 330 assistants s'occupent de leur formation, soit près de 1 500 personnes dont environ 200 femmes.
Près de 3 000 personnels non enseignant (deux tiers de femmes) s'occupent du bon fonctionnement de l'école, dont près d'un millier d'infirmières.
L'université abrite cinq bibliothèques totalisant 2 750 000 ouvrages dont près de la moitié étrangers, auxquels s'ajoutent 1 000 000 de périodiques dont plus de la moitié sont d'origine étrangère.
Le paysagiste français Michel Desvigne y a conçu un jardin de toiture.

## Étudiants
En 2021, 33 469 étudiants sont recensés dans l’université de Keio, avec 28 667 étudiants en formations et 4 802 diplômés. Bien que deux tiers des étudiants soient des hommes, la répartition hommes et femmes dépend de la faculté (56 % des étudiants en lettres sont des femmes, par exemple. Et dans la faculté de médecine, les trois quarts des étudiants sont des hommes).

## Facultés et écoles doctorales

### Facultés
- Lettres
- Économie
- Droit
- Affaires et commerce
- École de médecine
- Information environnementale
- Sciences et technologies
- Management de politique (dans le sens : ligne de conduite)
- Soins aux enfants et soins médicaux

### Écoles doctorales
- Affaires et commerce
- Économie
- Relations humaines
- Droits
- Lettres
- Média et gouvernance
- Médecine
- Sciences et technologies
- Administration d'affaires (Keio Business School)

## Instituts de recherche
- Institut d'études culturelles et linguistique
- Institut pour la recherche sur les médias et la communication
- Institut pour les études économiques et industrielles
- Institut des classiques orientaux
- Institut d'éducation physique
- Centre international
- Centre de la Santé
- Centre d'entrainement des professeurs
- Centre mémorial Fukuzawa pour les études en japonais moderne
- Institut des études est-asiatiques
- Institut d'éducation en informatique
- Centre de recherche en médecine du sport
- Centre pour les études en japonais
- Centre de recherche pour les arts et l'administration des arts
- Centre de recherche pour les arts libéraux
- Centre de recherche pour l'enseignement en langues étrangères
- Cercle collaboratif de recherche et éducation de pointe de Keio (K-FRECS)
- Musée pour la recherche et le service en contenu numérique de Keio (DRM)
- Centre pour la promotion de la recherche
- Centre d'incubation
- Centre de la propriété intellectuelle (IPC)
- Bureau des allocations de recherche
- Système d'information des chercheurs de l'université de Keio
- Institut de recherche du campus de Shonan Fujisawa
- Centre de recherche en sécurité globale (G-Sec)
- Laboratoire de pointe en sciences et technologies
- Centre du bien-être humain
- Centre de recherche et d'éducation en comptabilité

## Vie étudiante

### Festival et traditions
Elle organise également, chaque mois de novembre, le festival Mita, attirant 200 000 personnes venant observer 300 activités organisées par les étudiants en fonction de leurs activités extra-scolaires. Le festival est aussi connu pour organiser chaque fois un concert en invitant des artistes connus (Matsuura Aya en 2003, Chage & Aska en 2004, Misia en 2005,et Kobukuro en 2016).

### Sports
L'Union de Rugby fut introduit pour la première fois aux étudiants japonais à l'université de Keiō par Edward Clarke et Tanaka Ginnosuke. (Le rugby fut pratiqué auparavant dans les ports ouverts au commerce étranger de Yokohama et Kobe, mais pas entre équipes japonaises). Le premier inter-institution fut le match Waseda-Keiō de 1922.
Avec l'université Waseda, Keiō organise également la régate Keio-Waseda, reconnue comme l'une des trois grandes régates avec Oxford-Cambridge et Harvard-Yale.
Elle fait également partie des Tōkyō 6, tournois de baseball qui opposent les grandes universités de Tōkyō (Hōsei, Keiō, Meiji, Rikkyō, Tōdai, Waseda).
Le karaté, notamment le style Shotokan, y a été implanté très tôt. Chaque année, les combattants sélectionnés parmi les étudiants de l'université, affrontent leurs collègues de l'université de Waseda, autre université emblématique du style Shotokan, dans un tournoi nomme le Sokesen.

### Évolution démographique
Évolution démographique de la population étudiante.
| 1904 | 1905  | 1906  | 1907  | 1908  | 1909  | 1910  | 1911  | 1912  |
| ---- | ----- | ----- | ----- | ----- | ----- | ----- | ----- | ----- |
| 815  | 1 092 | 1 304 | 1 605 | 1 794 | 2 293 | 2 272 | 2 338 | 2 492 |

## Personnalités liées à l'université

### Professeurs
- Shigeru Ban, architecte lauréat du prix Pritzker 2014[3]
- Chizuru Namba, docteur en histoire, professeure à la faculté d'économie (Mita), auteur de Français et Japonais en Indochine (1940-1945), colonisation, propagande et rivalité culturelle, éditions Karthala, 2012[4]

### Étudiants
- Premiers ministres
  - Tsuyoshi Inukai, Premier ministre (1931-1932), assassiné
  - Ryūtarō Hashimoto, Premier ministre (1996-1998), major en science politique
  - Jun'ichirō Koizumi, Premier ministre (26 avril 2001 - 26 septembre 2006), major en économie

- Ministres
  - Yukio Ozaki, ministre de l'Éducation (1898), maire de Tōkyō (1903-1908)
  - Masajūrō Shiokawa, ministre des Finances (2001-2003)
  - Hidenao Nakagawa, secrétaire du chef de cabinet (2000)
  - Mitsuo Horiuchi, ministre du Travail et des Affaires sociales (1989-1990)
  - Nobuteru Ishihara, ministre de la Terre, des Infrastructures et du Transport (2003-2004)
  - Yoshiyuki Kamei, ministre de l'Agriculture (2003-2004)
  - Akira Nagatsuma, ministre de la Santé, du Travail et des Affaires sociales (2009-2010)

En 2011, 71 des 722 parlementaires japonais sont issus de l'université.
- Autres

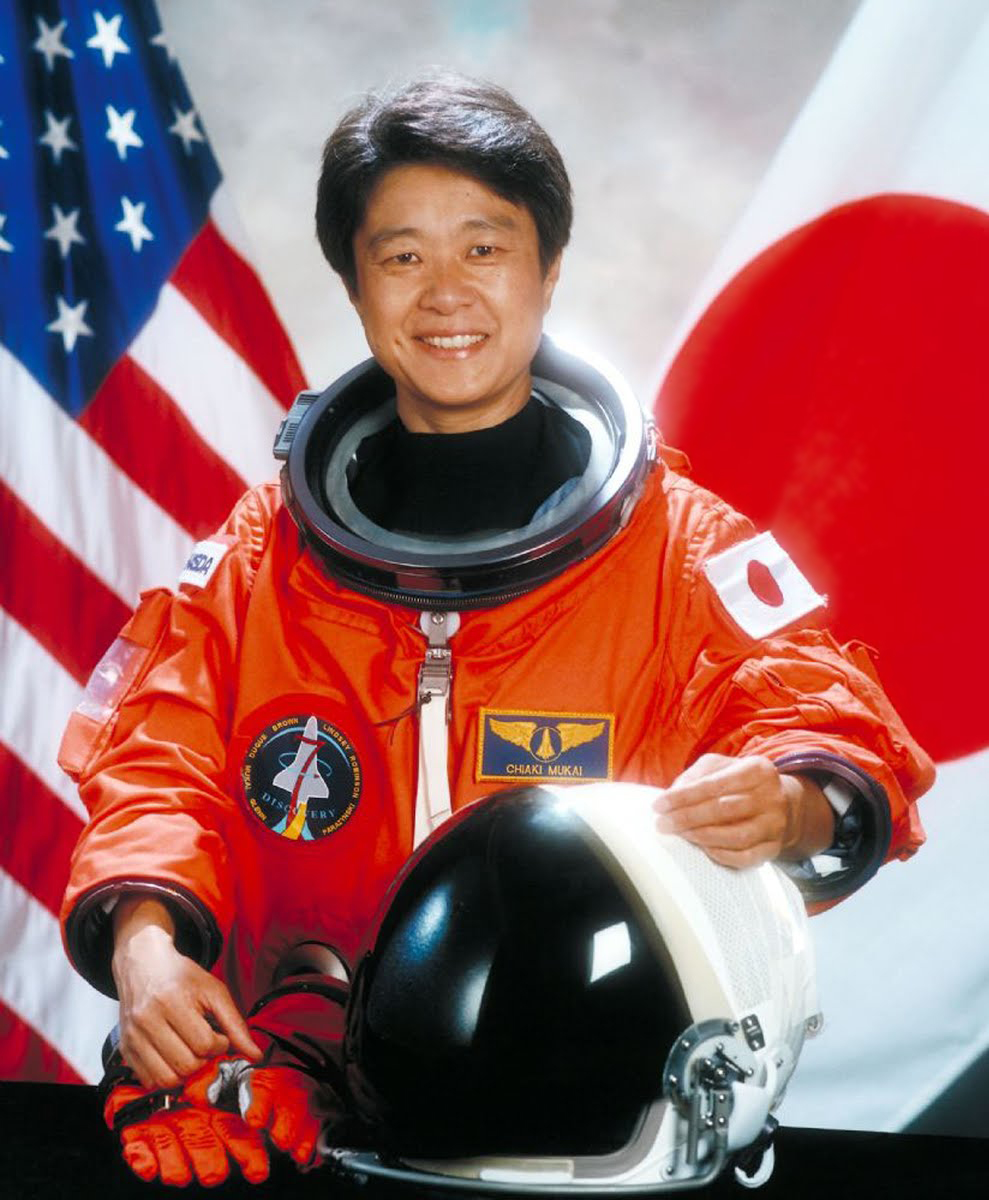
Chiaki Mukai, astronaute japonaise et ancienne étudiante de Keio.

  - Akihito Yamada, rugbyman japonais international
  - Kōji Suzuki, auteur de livres d'horreur, dont Ringu, major en littérature française
  - Takashi Matsumoto, parolier, ancien membre de Happy End
  - Chiaki Mukai, chirurgien, astronaute
  - Sakurai Sho, chanteur, membre du groupe Arashi
  - Yom Sang-seop, auteur
  - Tsuneharu Takeda, prince impérial et ambassadeur japonais.
  - Haruka, auteur-compositrice-interprète et guitariste rock japonaise.